# Park River
La ville de Park River est située dans le comté de Walsh, dans l’État du Dakota du Nord aux États-Unis. Sa population, qui s’élevait à 1 403 habitants lors du recensement de 2010, est estimée à 1 338 habitants en 2019.

## Histoire
Park River a été fondée en 1884.

## Démographie
| 1890 | 1900  | 1910  | 1920  | 1930  | 1940  |
| ---- | ----- | ----- | ----- | ----- | ----- |
| 534  | 1 088 | 1 008 | 1 114 | 1 131 | 1 408 |

| 1950  | 1960  | 1970  | 1980  | 1990  | 2000  |
| ----- | ----- | ----- | ----- | ----- | ----- |
| 1 692 | 1 813 | 1 680 | 1 844 | 1 725 | 1 535 |

| 2010  | - | - | - | - | - |
| ----- | - | - | - | - | - |
| 1 403 | - | - | - | - | - |